# 大佬文化
大佬文化是香港政治用語，通常用於批評政黨高層利用權力，讓親信參與黨內重要事務及選舉。導致一些長期在黨內的第二梯隊無法在選舉中取得參選權或在投票名單上排在較後的位置（香港立法會選舉是使用比例代表制），除了讓路給黨內重要人士之外，還會與相同政治光譜的重量級人物親近參與重要事務。
通常此詞語用於泛民主派，不過同類事件同樣於親建制派發生。

## 出自
「大佬文化」這四個字首次出現在2006年1月，當時民主黨黨員范國威發表一篇名為《大佬文化千秋萬世》的文章。內容是批評民主派高層的「五宗罪」，讓第二梯隊無法上位。發表後被司徒華批評破壞黨內團結。

## 成因
不同於單議席單票制容易受到挑戰，由於香港立法會選舉是採用比例代表制形式，因此造就了一些具知名度的候選人以風險較低的方法長據議會議席，使新舊交替較遲緩。雖然西方民主國家的議員往往也能佔據議席近二三十年，例如美國民主、共和兩黨的議長佩羅西和博納自1980年代中已經成為眾議員，但美國參眾兩院有近六百名國會成員，加上50個州的地方議會，總括而言參政空間比香港大。相反，香港在1999年解決兩個市政局後，三級議會制度減至只有立法會和區議會，而區議會的職權長期未獲得提升，淪為「街坊保長」也不如的角色，縮窄政治人物的參政渠道。
在親建制派陣營中，由於資金充裕及與政府的關係長期良好，黨內人士獲委任為政府職位的機會也大大提高，明顯例子有民建聯的李慧琼和陳克勤，而且當黨內人士如葉國謙於2003年區議會選舉中敗給何秀蘭，更因此無法晉身立法會後，生活也得到黨的援助。相反，民主黨的黃成智在2004年立法會選舉落馬後，生活緊絀的情況曾引得傳媒爭相報導。香港不如其他一些民主國家如加拿大般有議員退休後的津貼，全職政治人物一旦不再擔任議員便必須為生計而籌謀。而且民主派內的「大佬文化」也因應香港的議會制度，造成議席長期被高層把持的局面根深柢固。

## 相關事件

### 民主派
2000年香港立法會選舉當中，由於程介南涉嫌貪污醜聞，當選後退選，因此港島區有一個空缺。民主黨當時並沒有派黨內成員參選（現任立法會議員、時為中西區資深區議員的甘乃威多度爭取出選未獲批准）而改為支持獨立議員余若薇參選，最後余若薇順利當選。
2004年香港立法會選舉當中，泛民主派在新界東選區組成了「鑽石名單」，在民主派協調下其先後次序為鄭家富、劉慧卿、湯家驊、黃成智、蔡耀昌、何淑萍和柯耀林。名單第四的黃成智因票數比例不足而落選，導致民主黨不能成為立法會第一大黨。
2006年1月，民主黨黨員周奕希、方鎮邦及劉德昌先後退黨，單仲偕亦表示民主黨將會變成小黨派，即使大佬文化未必存在，也會影響黨內的士氣和民調結果。查周奕希從未退出過民主黨、而方鎮邦轉投自由黨後因案入獄。
2006年10月25日，李永達向個別出席黨員派發《對十位黨員改革建議回應》，有意迴避反對他的黨員。
2007年8月4日，黨員何志永因為不滿一名半年工作經驗的黨員參選區議會宣佈退黨。他批評該議員與黃成智有良好關係才能代表政黨出選。。但後來被批評的羅世恩卻在2007年香港區議會選舉中在聯和墟選區擊敗連任三屆的民建聯陳發康當選，而何志永本人在華明邨參選則落敗兼被沒收保証金。
2006年間，在互聯網上先後出現「真兄弟」和「親兄弟」稱自己是民主黨成員，兩人均在網誌上揭露民主黨的高層機密，現今已經靜下來。
2007年9月10日，民主黨黨員甘乃威宣佈放棄角逐立法會港島選區補選的泛民主派預選機制，並支持陳方安生參選，甘乃威稱是個人決定，沒有受到其他人影響，當時為社會民主連線成員的勞永樂指稱為「民主發展最黑暗一天」，陳方安生及後在9月11日正式宣佈參加泛民預選機制。
2012年6月，南區區議員馮煒光瞞著民主黨其他成員，為即將上任行政長官梁振英應徵副局長，事後被記者發現，在何俊仁的警告下，馮煒光已退黨。

## 公民黨內爭議
2010年11月4日：胡栢麟向執行委員會及全黨黨員發出公開信，批評有人為求鞏固自己的實力，而對部分支部作出刻意的干擾，被評為大佬文化。
2011年1月，公民黨改選期間，胡栢麟競逐副主席（對手為吳靄儀），另支持朱韶洪競逐秘書長(對手為賴仁彪)，胡公開批評黨內大佬文化，被形容為激進少壯派。當時，甚至有傳言指他「對傳媒說若他一旦敗選會加入葉劉淑儀的新民黨」，引來不少爭議。
選舉期間胡高調接受傳媒訪問，指陳家洛處理黨務時有「大佬文化」。胡希望抗衡黨內「欽點文化」，為黨內「80後」發聲，同時及指陳家洛「笑騎騎放毒蛇」，整個執委作風專制。及指陳家洛、賴仁彪、吳靄儀及5位自動當選的執委 聯署一份「聯合政綱」向黨員派發，自己是遭梁家傑打壓及不滿梁家傑未當選成為黨魁就在黨總部召開記者會。
時事評論員蔡子強則認為胡的做法讓人為之側目。
胡栢麟批大佬文化 稱公民黨20人擬退黨

## 民主黨回應
民主黨黨員李永達、司徒華及張文光曾表示不存在「大佬文化」他們稱如果有「大佬文化」，其他人則不能在黨內大會發表自己意見。

## 公民黨回應
選舉醞釀期間，有公民黨黨內聲音抨擊陳家洛是內定主席，公民黨充斥「大佬文化」。梁家傑指「公民黨個個都是大佬」，但政治始終是人的工程。副主席吳靄儀亦澄清，只要看選舉結果，就知公民黨沒有「黃袍加身」，「有大佬文化，又何來那麼多細佬參選」。